# Ischalia tsuyukii
Ischalia tsuyukii is een keversoort uit de familie Ischaliidae. De wetenschappelijke naam van de soort is voor het eerst geldig gepubliceerd in 1994 door N. Ohbayashi & Tôyama.